# 長尾城
長尾城（ながおじょう）、または長尾台の塁（ながおだいのるい）、長尾砦（ながおとりで）、長尾台城（ながおだいじょう）は、神奈川県横浜市栄区長尾台町（旧鎌倉郡長尾郷）にあった日本の城（山城）。二伝寺砦・村岡城・御幣山城とともに玉縄城の支城とされ、また関東管領上杉氏の家宰・長尾氏発祥の地と伝わる。

## 概要
横浜市と鎌倉市の境にある標高70メートル弱の丘陵から北東向きに伸びる約900メートルの舌状台地に位置する。
城域とされる範囲南端の標高68.7メートルの丘陵最上位「南の峰」が本城といわれるが、その南側は住宅地となり自然地形が改変され、城郭の有無は判然としない。「南の峰」に向かう城道とみられる山道が台地の東西両側から上っており、斜面を登りきったあたりに土塁と虎口が設けられている。
「南の峰」と、北東に伸びる「塚畑」と呼ばれる台地との間には、幅50メートルの一段低い堀切状平坦面があり、『鎌倉市史』で赤星直忠は「大空堀」としているが、『日本城郭大系』ではあまりに大きすぎるため疑問を示し、自然地形の鞍部に切岸状の改変を加えたものではないかとしている。
「塚畑」の台地は、段状の平坦面を幾重にも形成しながら北東方向へ徐々に下がる地形で、最高部に塚があり、これには「和泉三郎」親子なる人物の墓とする伝承があるという。塚畑西側の、一段低い平坦面地内には「物見塚」と呼ばれる30×50メートルの台状地形があるが、戦闘時に城を守る側は、これらの塚状または台状の地点を陣とし、堀切状平坦面などに侵入した敵軍を迎撃したのではないかと考えられている。
古くから長尾氏発祥の地と伝えられる。『新編相模国風土記稿』には「長尾景茂が居住していたが、弘治年間（1555年-1558年）に戦死し、その後は後北条氏被官・鳥居伝十郎なる人物が1590年（天正18年）の後北条氏滅亡まで居城とした」とする伝承を伝える。ただし長尾景茂は1247年（宝治元年）の宝治合戦で戦死した人物であるため、誤伝ともされる。なお、城跡の北東山麓にある御霊社は、1093年（寛治7年）に長尾氏の祖・長尾景村が建立したと伝わる。